# Passiflora pennellii
Passiflora pennellii är en passionsblomsväxtart som beskrevs av Ellsworth Paine Killip. Passiflora pennellii ingår i släktet passionsblommor, och familjen passionsblomsväxter. Inga underarter finns listade i Catalogue of Life.